# Uwe Reinders
Uwe Reinders (Essen, Alemania Federal, 19 de enero de 1955) es un exjugador y exentrenador de fútbol alemán. En su etapa como jugador profesional se desempeñaba como delantero.

## Selección nacional
Fue internacional con la selección de Alemania Federal en 4 ocasiones y convirtió un gol. Formó parte de la selección subcampeona de la Copa del Mundo de 1982, jugando 3 partidos y anotando un gol contra Chile en fase de grupos.

### Participaciones en Copas del Mundo
| Mundial                        | Sede   | Resultado  | Partidos | Goles |
| ------------------------------ | ------ | ---------- | -------- | ----- |
| Copa Mundial de Fútbol de 1982 | España | Subcampeón | 3        | 1     |

## Clubes

### Como jugador
| Club                 | País             | Año       |
| -------------------- | ---------------- | --------- |
| Schwarz-Weiß Essen   | Alemania Federal | 1974-1977 |
| Werder Bremen        | Alemania Federal | 1977-1985 |
| Girondins de Burdeos | Francia          | 1985-1986 |
| Rennes               | Francia          | 1986-1987 |
| Eintracht Brunswick  | Alemania Federal | 1987-1989 |

### Como entrenador
| Club                | País             | Año       |
| ------------------- | ---------------- | --------- |
| Eintracht Brunswick | Alemania Federal | 1987-1990 |
| Hansa Rostock       | Alemania         | 1990-1992 |
| MSV Duisburgo       | Alemania         | 1992-1993 |
| Hertha BSC          | Alemania         | 1993-1994 |
| Sachsen Leipzig     | Alemania         | 1994-1997 |
| Eintracht Brunswick | Alemania         | 2002-2004 |
| 1. FC Pforzheim     | Alemania         | 2005      |
| Brinkumer SV        | Alemania         | 2005      |
| FC Oberneuland      | Alemania         | 2011      |

## Palmarés

### Como jugador

#### Campeonatos nacionales
| Título          | Club                 | País    | Año  |
| --------------- | -------------------- | ------- | ---- |
| Copa de Francia | Girondins de Burdeos | Francia | 1986 |

### Como entrenador

#### Campeonatos nacionales
| Título         | Club          | País                 | Año  |
| -------------- | ------------- | -------------------- | ---- |
| NOFV-Oberliga  | Hansa Rostock | Alemania Democrática | 1991 |
| Copa de la RDA | Hansa Rostock | Alemania Democrática | 1991 |